# Азинский сельсовет
Азинский сельсовет — административная единица на территории Полоцкого района Витебской области Белоруссии. Административный центр — деревня Азино.

## История
Создан 17 июля 1924 года как Бельский сельсовет. С 1975 года Азинский сельсовет. 10 октября 2013 года в состав сельсовета вошли 10 населённых пунктов упразднённого Адамовского сельсовета.

## Состав
Азинский сельсовет включает 25 населённых пунктов:
- Азино — деревня.
- Артейковичи — деревня.
- Бело-Матейково — деревня.
- Борки — деревня.
- Боровцы — деревня.
- Владычино — деревня.
- Грамоще — деревня.
- Дохноры — деревня.
- Званое — деревня.
- Кательна — деревня.
- Кевлы — деревня.
- Константиново — деревня.
- Кочережино — деревня.
- Лагуны — деревня.
- Ларковцы — деревня.
- Лисуны — деревня.
- Матейково — деревня.
- Матюши — агрогородок.
- Новые Замшаны — деревня.
- Парфеновцы — деревня.
- Перхальщина — деревня.
- Рудня — деревня.
- Рябиновка — деревня.
- Сельцо-Белое — деревня.
- Тиновка — деревня.